# 오디토리엄

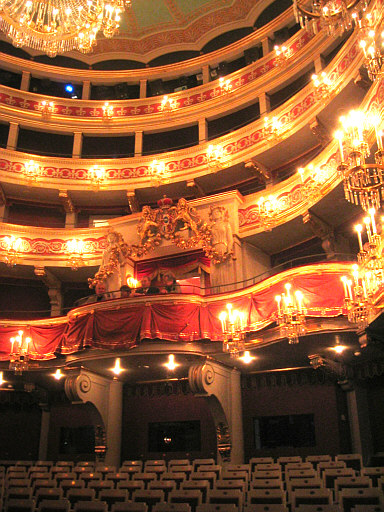
오디토리엄

오디토리엄(Auditorium)은 극장과 콘서트 홀 등 안에 있으며, 퍼포먼스를 듣고 하는 장소를 가리키는 말이다. 영화관에서 스크린의 수만큼 오디토리엄이 준비된다.

## 같이 보기
- 오디토리움 빌딩